# 三井ふたばこ
三井 ふたばこ（みつい ふたばこ、1918年5月3日 ‐ 1990年10月29日）は、日本の童話作家、詩人、随筆家。本名・嫩子。
西条八十の長女として東京府に生まれる。弟に西條八束。
東京府立第五高等女学校（現東京都立富士高等学校）を経て、日本女子大学英文科中退。父とともに詩誌『ポエトロア』を発行、童話、詩集、翻訳、父の詩集の編纂などを行う。1970年に父が没した後は、父の思い出などを書いた。当初、三井嫩子、三井ふたばこ、三井ふたば子などの表記を用いたが、夫が亡くなったこともあり、父の没後は西條嫩子の名を用いた。

## 著書
- 『どうぶつのうち』（三井嫩子、小峰書店、小学生文庫） 1951
- 『たのしいゆうえんち』（みついふたばこ、トッパン） 1951
- 『詩集　後半球』（三井ふたばこ、小山書店新社） 1957
『詩集 後半球』（西条嫩子、弥生書房） 1988.4
- 『たのしいおもちゃ』（三井ふたばこ、小学館、小学館のベビー絵本） 1958
- 『詩集 空気の痣』（三井ふたばこ、昭森社） 1968
- 『童謡集』（みついふたばこ、弥生書房） 1971
- 『父 西条八十』（西条嫩子、中央公論社） 1975
のち中公文庫 1978
のち改題『「かなりや」をつくった西条八十』（ゆまに書房、ヒューマンブックス、<児童文学>をつくった人たち） 1998
- 『父西条八十は私の白鳥だった』（西条嫩子、集英社） 1978.12
のち集英社文庫 1990
- 『日本歌曲の父 山田耕筰』（西条嫩子、音楽之友社、ジュニア音楽図書館作曲家シリーズ） 1982.6
- 『詩集 たびげいにんの唄』（西条嫩子、弥生書房） 1984.4

## 編纂
- 『西条八十詩集』（三井ふたばこ編、新潮文庫） 1963
- 『恋愛詩集』（三井ふたばこ編著、文理書院ドリーム出版、ドリーム新書） 1967
- 『愛の名詩集 世界編』（西条八十・三井ふたばこ共編、講談社） 1967
- 『愛の名詩集 日本編』（西条八十・三井ふたばこ共編、講談社） 1967
- 『少年少女詩集』（みついふたばこ編、弥生書房） 1970
- 『西条八十詩集』（西条嫩子編、角川文庫） 1977.8
- 『西条八十童謡集』（西条嫩子編、弥生書房、日本の童謡） 1979.3
- 『西条八十歌謡集』（西条嫩子編、角川文庫） 1979.12

## 翻訳・再話
- 『水の子ものがたり』（キングスレイ、三井嫩子著、小峰書店、小学生文庫） 1951
- 『失われた少年』（マーガニタ・ラスキ、雄鶏社） 1955
- 『森の美女 詩劇』（ジュール・シュペルヴィエル、三井ふたばこ・柳沢和子共訳、ユリイカ） 1956
- 『難破船のきょうだい』（シャカン / ファブル、三井ふたば子・柳沢和子訳、講談社、世界少女小説全集） 1957
- 『王女カリディア』（ドメーゾン、三井ふたば子訳、講談社、世界少女小説全集） 1958
- 『奇妙な悪魔』（ジェン・ギャスケル、三井ふたばこ訳、小山書店新社） 1959
- 『ポオルとヴィルジニイ / 夢 / にんじん』（サン・ピエール / エミール・ゾラ / ルナアル、 三井ふたば子訳、東西五月社、少女世界名作全集6 - フランス編） 1960
- 『マザーグース童話』（三井ふたばこ文、小学館、幼年世界名作文学全集） 1962
- 『愛の妖精』（ジョルジュ・サンド、西条八十・三井嫩子訳、講談社、少年少女新世界文学全集） 1964
- 『ヒバリは空に』（エルフリダ・ビポン、三井嫩子訳、講談社、世界少女名作全集5） 1964
- 『あしながおじさん』（ジーン・ウェブスター、三井ふたばこ訳、講談社、講談社マスコット文庫） 1966
- 『小公女』（バーネット、三井ふたばこ訳、講談社、世界名作全集） 1966
- 『家なき子』（エクトル・マロ、三井ふたばこ訳、文研出版） 1971

## 作詞
- 「若い心のように」（依田光正作曲） - 第35回NHK全国学校音楽コンクール中学校の部課題曲